# Жандарменмаркт
Жанда́рменмаркт (также Жандармская площадь, нем. Gendarmenmarkt — букв. «Жандармский рынок») — площадь в центре Берлина, считается одной из самых красивых площадей столицы Германии. Центр композиции площади образует Концертный зал, который с севера (на панорамном снимке справа) обрамляет Французский собор, а с юга — Немецкий собор.

Площадь по проекту Иоганна Арнольда Неринга появилась после 1688 года в составе пригорода Берлина Фридрихштадта, заложенного в конце XVII века по приказу курфюрста Фридриха III, будущего короля Пруссии Фридриха I. В этом историческом квартале поселилась большая часть французских гугенотов, которым «Великий курфюрст» Фридрих Вильгельм Потсдамским эдиктом 1685 года гарантировал религиозную свободу и гражданские права в полном объёме.
Король Фридрих I предоставил место для строительства церкви как лютеранской, так и реформированной французской общине. Обе церкви, ещё без башен, появились после 1701 года.
Современный облик площадь получила при Фридрихе II после возведения по её краям в 1780—1785 годах двух одинаковых храмов - Немецкого и Французского соборов по проекту Карла фон Гонтарда. За образец для них Фридрих Великий взял римскую площадь Пьяцца дель Пополо с двумя купольными храмами.
Заложенная в качестве рынка площадь в XVII веке носила название «Линденмаркт» (нем. Linden-Markt — «Липовый рынок»), в XVIII веке до 1786 года — «Миттельмаркт» (нем. Mittelmarkt — «Средний рынок») либо «Фридрихштадтский рынок», а потом «Новый рынок». Своё нынешнее название площадь обрела в 1799 году благодаря кирасирскому полку «жандармов» (фр. gens d'armes) — элитной прусской кавалерии. Её конюшни появились на этом месте по приказу «короля-солдата» Фридриха Вильгельма I в 1736 году.
В 1773 году его сын Фридрих Великий приказал снести конюшни и застроить площадь трёхэтажными зданиями по проекту Георга Христиана Унгера. Между двумя церквями был построен скромный французский театр комедии. В 1800—1802 годах на его месте появился новый Национальный театр на 2000 мест. Это здание, построенное по проекту Карла Готтгарда Лангганса, выгорело в 1817 году. В 1821 году по проекту Карла Фридриха Шинкеля был построен Драматический театр. Частично использовались колонны и некоторые наружные стены прежнего здания. Как и другие здания на площади, театр был сильно поврежден во время Второй мировой войны. После окончания в 1984 году реконструкции он стал Концертным залом.
Памятник Шиллеру перед зданием драматического театра был создан Рейнгольдом Бегасом. Первый камень в его основание был торжественно заложен 10 ноября 1859 года по случаю 100-летнего юбилея поэта. Сам памятник был открыт двенадцатью годами позже. В 1871—1936 годах эта часть Жандарменмаркта называлась «Шиллерплац» (нем. Schillerplatz).
В 1946 году на Жандармской площади состоялся концерт ансамбля Александрова. 2 октября 1990 года в канун воссоединения Германии здесь состоялось последнее торжественное заседание правительства ГДР под руководством Лотара де Мезьера и была исполнена 9-я симфония Бетховена.
Пострадавшая во Вторую мировую войну площадь в 1950 году была переименована в «Площадь академии» в честь 250-летия Прусской академии наук, преемницей которой в 1946 году в Восточной Германии стала Германская академия наук. Историческое название было возвращено площади в 1991 году. На Жандарменмаркт находится большое количество ресторанов, магазинов и отелей (Hotel de Brandebourg, Regent Berlin).